# Listă a dinastiilor musulmane sunnite
- Abbasizi (750-1258)
- Almohazi (1130-1269)
- Almoravizi (1040-1147)
- Aghlabizi (800-909)
- Artukizi (Secolul al XI-lea-secolul al XII-lea)
- Aydinizi (1307-1425)
- Ayyubizi (1171-1341)
- Burizi (1104-1154)
- Ciobanizi (1227-1309)
- Danișmenizi (1071-1178)
- Djalairizi (1335-1432)
- Ghaznavizi (963-1187)
- Ghurizi (1148-1215)
- Hafsizi (1229-1574)
- Hammadizi (1008-1152)
- Karamanizi (cca. 1250-1487)
- Marinizi (1244-1465)
- Moguli (1526-1857)
- Muhallabizi (771-793)
- Nasrizi (1232-1492)
- Omeiazi (661-750)
- Osmanizi (1299-1923)
- Saffarizi (861-1003)
- Saltukizi (1072-1202)
- Samanizi (819-999)
- Selgiucizi (Secolul al XI-lea-Secolul al XIV-lea)
- Tehirizi (821-873)
- Timurizi (1370-1526)
- Tulunizi (868-905)
- Zengizi (1127-1250)
- Zirizi (973-1152)